# Politična desnica
V politiki se na splošno termin desnica nanaša na podporo za hierarhično družbo, ki temelji na podpori za naravno pravo ali tradicijo. Na različne načine desnica zavrača egalitarne cilje levičarske politike – trdi, da je uvedba enakosti v "škodo družbe".
Izraza desnica in levica so skovali v času francoske revolucije - nanašata se na ureditev sedežev v parlamentu: na desni so podpirali ohranjanje institucij starega režima (monarhijo, aristokracijo in državno cerkev). Uporaba izraza "desnica", je postala vidnejša po drugi obnovi francoske monarhije leta 1815 z ultra-rojalisti.
V primerjavi s politično levico je desnica načeloma starejša in se je pojavila pred levico. Politična levica se je pojavila v času francoske revolucije kot odziv na dolgoletno politiko desnice, medtem ko se je desnica ohranila od pradavnine vse do danes. V preteklosti je bila desnica večinoma sestavljena iz tradicionalinih konservativcev in pa reakcionistov, vendar  danes vključuje liberalne konservativce, klasične liberalce, krščanske demokrate in pa veliko nacionalistov.